# Лочапока (Алабама)
Лочапока (енгл. Loachapoka) град је у америчкој савезној држави Алабама. По попису становништва из 2010. у њему је живело 180 становника.

## Демографија
Према попису становништва из 2010. у граду је живело 180 становника, што је 15 (9,1%) становника више него 2000. године.
| Група             | 2000.       | 2010.       |
| Белци             | 63 (38,2%)  | 105 (58,3%) |
| Афроамериканци    | 101 (61,2%) | 67 (37,2%)  |
| Азијати           | 1 (0,6%)    | 5 (2,8%)    |
| Хиспаноамериканци | 1 (0,6%)    | 2 (1,1%)    |
| Укупно            | 165         | 180         |